# Optio

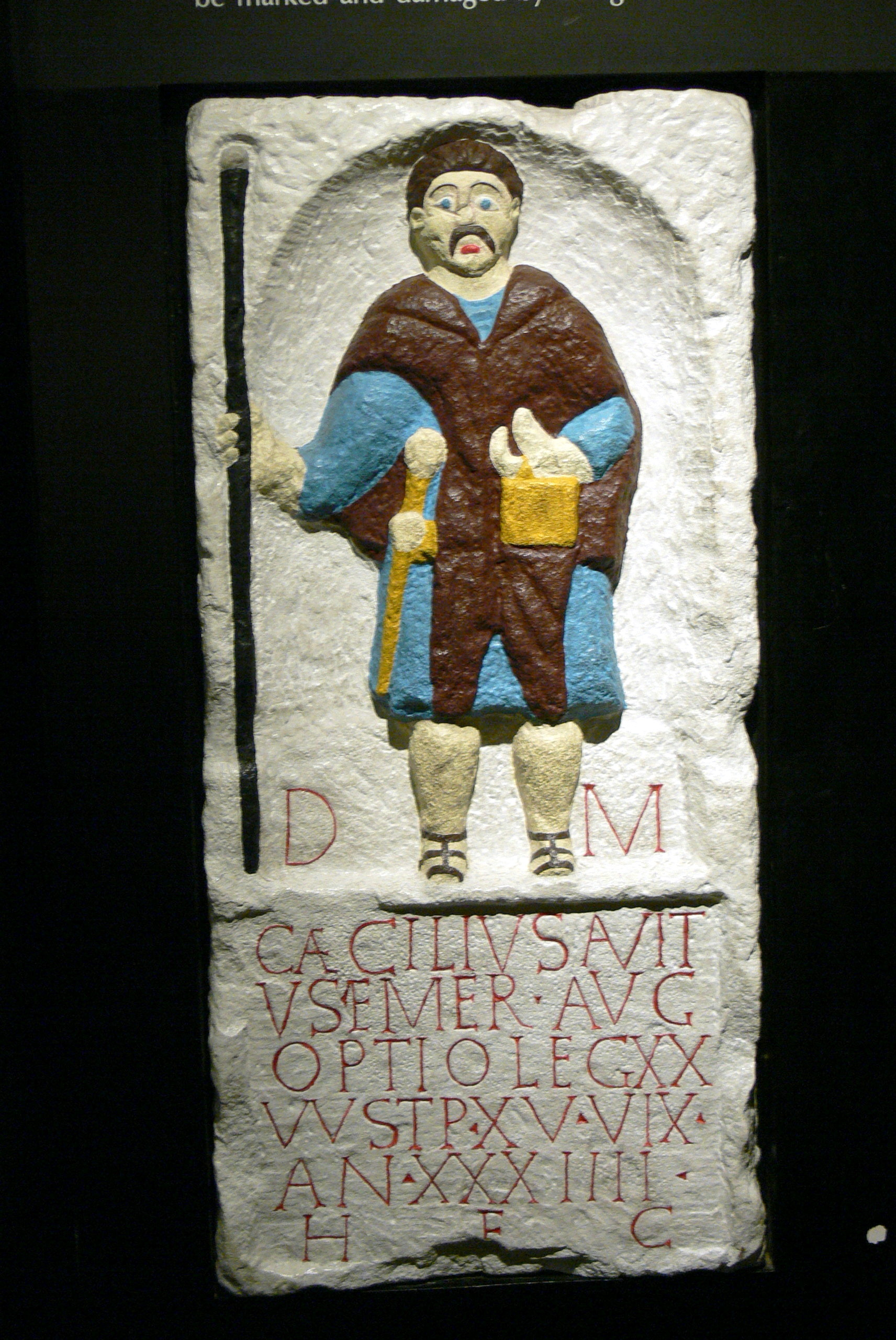
Grabstein des Caecilius Avitus, Optio der Legio XX Valeria Victrix (Replik)

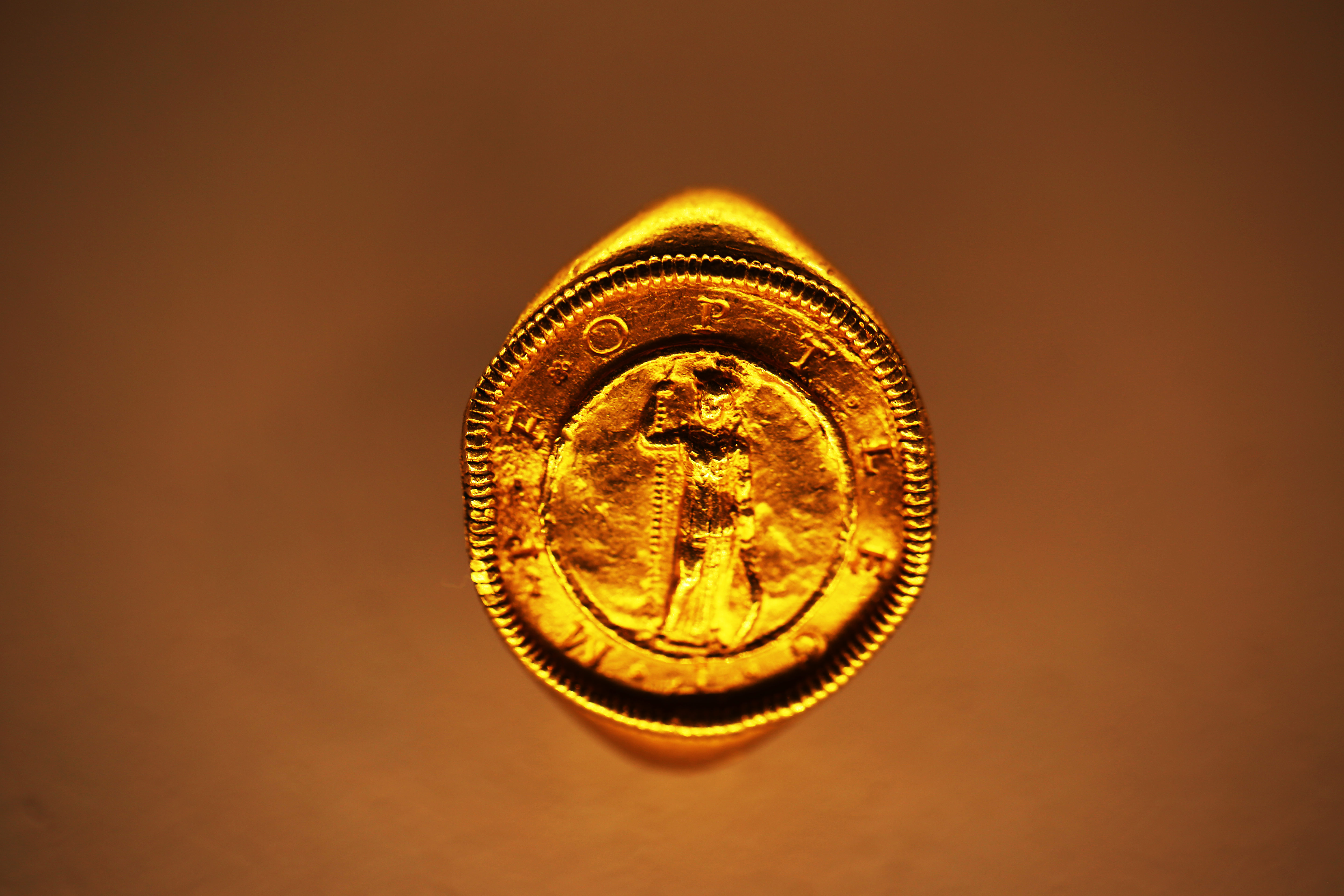
Goldring eines römischen Optio der 1. Legion, FO. Bonn 2. Jh. n. Chr.

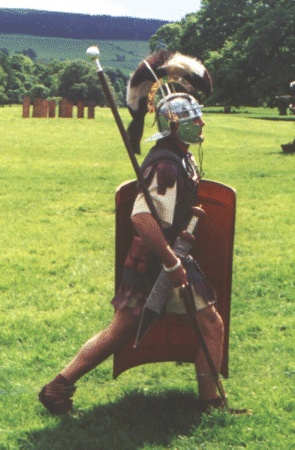
Optio in einer historischen Nachbildung

Optio (Pl. optiones; von lateinisch optare „wünschen“, daraus „gewünschter Assistent“) war ein Dienstgrad im römischen Heerwesen, insbesondere der römischen Legion. Er wurde vom Centurio als Stellvertreter ausgewählt und gehörte zu den principales, den niederen Offiziersrängen. Aufgrund des breiten Betätigungsfeldes ist er im Dienstgrad zwischen einem heutigen Feldwebel und einem Leutnant anzusiedeln. Es gab eine Vielzahl von Optio-Rängen wie den Optio scholae, die in Form von ad hoc optiones auch als Sonderaufgaben an einfache Soldaten vergeben werden konnten.
Ein Optio konnte der taktische Stellvertreter des Centurio sein. Fiel dieser, ging die Befehlsgewalt über die Centurie auf den Optio centuriae, den ranghöchsten Optio, der für die Stellvertretung ausgewählt war, über, auch wenn theoretisch der Signifer einen höheren Rang bekleidete. In der Schlacht hatte der Optio seinen taktischen Platz hinter der letzten Reihe. Hier bestand seine vorrangige Aufgabe darin, die Einhaltung der Kampfformation der vorderen Reihen sicherzustellen. Außerhalb des Gefechtes gab es für den Optio verschiedene Einsatzbereiche, z. B.:
- Optio ad spem (ordinis)/Optio spei: Ranghöherer Optio, der als Optio centuriae für die Beförderung zum Centurio vorgesehen war[2] und diesen administrativ vertrat
- Optio ballistariorum: Befehlshaber einer Artillerieeinheit
- Optio carceris : Verwalter des Militärgefängnisses
- Optio custodiarum: Befehlshaber einer Wachmannschaft
- Optio equitum: Unterbefehlshaber einer Reitereieinheit
- Optio valetudinarii: Lazarettverwalter.
- Optio fabricae: Leiter der Waffenwerkstatt[3]
- Optio scholae
- Optio principis

Der Optio unterschied sich in der Uniform kaum von den Mannschaften, er trug vermutlich einen Helm mit einem längsgestellten Helmbusch (der Helmbusch soll im Gefecht als Orientierungspunkt gedient haben; diese Funktion kann jedoch auch das hastile übernommen haben), sowie einen Stab mit Knauf, das sogenannte hastile. Mit dieser Stange drängte er aus der Kampflinie zurückweichende Soldaten wieder vorwärts in die Reihe. Er erhielt den anderthalbfachen bis doppelten Sold eines einfachen Legionärs.
Optiones sind bereits im römischen Heer zur Zeit der Punischen Kriege belegt. In der Kaiserzeit gab es sie außer bei Legionen und Auxiliartruppen auch bei allen anderen militärischen Formationen wie den Prätorianern, den Vigiles oder den Cohortes urbanae und in der Zivilverwaltung, z. B. als optio ab actis urbi, eine Art Sekretär eines Stadtpräfekten.